# 청동은입사포류수금문향완
청동은입사포류수금문향완(靑銅銀入絲蒲柳水禽文香垸)은 서울특별시 용산구, 삼성미술관 리움에 있는 고려시대의 향완이다. 1984년 8월 6일 대한민국의 보물 제778호로 지정되었다.

## 개요
향완이란 절에서 마음의 때를 씻어주는 의미를 지닌 향을 피우는데 사용하는 기구를 말하는 것으로 향로, 화완이라고도 한다.
청동은입사포류수금문향완(靑銅銀入絲蒲柳水禽文香垸)은 전면에 은입사되어 있고 크기는 높이 30.4cm, 입지름 27.5cm, 밑지름 22.3cm이다. 은입사 기법은 청동의 표면에 홈을 파서 가는 은선을 넣어 무늬를 나타내는 것으로, 이러한 기법으로 장식하는 것은 고려시대의 향완 및 금속기에서 많이 보이는 특징이다.
향로 몸체에는 버드나무 아래에 물오리가 있는 포류수금문이 새겨 있다. 또한 연꽃무늬를 갖춘 위패형의 장식이 있고, 그 안에 5행 34자의 글이 입사 기법으로 새겼다. 그러나 그 내용에서 향완의 제작 시기를 알 수는 없다. 향로 받침대 위쪽에는 연꽃무늬가 있고, 나팔 모양의 받침대에는 덩굴무늬가 있으며, 바닥 부분에는 구름무늬가 새겨 있다.
포류수금문은 상감청자나 금속으로 된 정병류에서 주로 사용된 문양으로, 당시 만들어진 향완에서는 나타나지 않는 무늬로 이 향완의 가치를 알 수 있게 해준다.

## 같이 보기
- 향완

## 참고 자료
- 청동은입사포류수금문향완 - 국가유산청 국가유산포털